# Tetris Effect
Tetris Effect é um jogo eletrônico de quebra-cabeça de combinação de peças desenvolvido pelos estúdios japoneses Monstars e Resonair e publicado pela Enhance Games. O jogo foi lançado mundialmente em 9 de novembro de 2018 para PlayStation 4 e possui suporte para PlayStation VR. Uma versão para Microsoft Windows, com suporte aos fones de ouvido Oculus Rift e HTC Vive, foi lançada em 23 de julho de 2019. O jogo foi bem recebido pela crítica e foi nomeado como Jogo do Ano por algumas publicações.

## Jogabilidade
Como no Tetris original, o jogador deve colocar os tetraminós em um campo de jogo a fim de limpar as linhas completas. Tetris Effect adiciona temas e músicas em trinta estágios diferentes, com a jogabilidade ligada ao ritmo da música. Uma mecânica de "Zona" permite que os jogadores coloquem vários blocos ao mesmo tempo, o que lhes permite eliminar mais de dezesseis linhas simultaneamente, executando um "decahexatris". A limpeza de 18 ou 19 linhas simultaneamente executará um Perfectris. É possível que 20 linhas sejam limpas ao mesmo tempo, realizando um Ultimatris. Acima disso está a eliminação de 21 linhas, realizando um Kirbtris, em homenagem ao jogador que foi pioneiro na estratégia, Kirby703, seguido pela eliminação de 22 linhas com Impossibilitris, com o maior número possível de linhas a serem limpas de uma só vez, sendo 23. Isso foi provado possível, mas ainda não foi realizado no jogo. Tetris Effect também inclui um sistema de níveis que leva a novos desafios para os jogadores à medida que progridem.

## Desenvolvimento
Tetris Effect esteve em desenvolvimento desde 2012 e é inspirado no fenômeno efeito Tetris, onde, depois de jogar Tetris por um longo período de tempo, os jogadores continuam vendo blocos de Tetris caindo por algum tempo depois de sair do jogo. O co-produtor Tetsuya Mizuguchi queria por muitos anos produzir um jogo baseado em música em torno de Tetris, mas seu licenciamento era realizado pela Electronic Arts, dificultando o uso. Por volta de 2012, Mizuguchi começou a discutir com Henk Rogers, fundador da The Tetris Company, que agora detém os direitos de Tetris, sobre o desenvolvimento de uma versão de Tetris com a música sendo uma espécie de "zona" que os jogadores alcançariam enquanto jogavam, levando ao início do desenvolvimento do jogo. O jogo também é compatível com o fone de ouvido PlayStation VR. Foi lançado em 9 de novembro de 2018.
Uma versão para Microsoft Windows, com suporte para os sistemas de realidade virtual Oculus Rift e HTC Vive, foi lançada em 23 de julho de 2019.

## Recepção
No dia de seu lançamento, Tetris Effect recebeu críticas altamente positivas, com muitos críticos elogiando os novos modos de jogo, a trilha sonora, o visual e a integração com a realidade virtual, com alguns críticos chamando-o de uma carta de amor aos fãs de Tetris. Atualmente, o jogo detém uma nota média de 89/100 no Metacritic, indicando críticas "geralmente favoráveis".
Tetris Effect venceu o prêmio de "Melhor Jogo de VR/AR" no Game Critics Awards 2018. Foi indicado na mesma categoria no The Game Awards 2018 e venceu o "Coney Island Dreamland Award de Melhor Jogo de Realidade Virtual" e o "Tin Pan Alley Award de Melhor Música de um Jogo" no New York Game Awards 2019; também foi indicado na categoria de "Excelência em Composição Musical Original" no D.I.C.E. Awards 2019, e venceu os prêmios de "Melhor Jogo de Quebra-cabeça" e "Melhor Trilha Sonora Original, Franquia" na National Academy of Video Game Trade Reviewers Awards, enquanto sua outra indicação foi para "Melhores Gráficos, Técnico". Também ganhou o prêmio de "Excelência em Trilha Sonora" no SXSW Gaming Awards, enquanto sua outra indicação foi para "Excelência em SFX"; além disso, foi indicado em "Melhor Áudio", "Prêmio de Inovação" e "Melhor Jogo de VR/AR" na Game Developers Choice Awards 2019, "Melhor Trilha Sonora Interativa" no G.A.N.G. Awards 2019, e "Realização de Áudio" e "Música" no British Academy Games Awards. Venceu o prêmio de "Melhor Áudio" na Develop:Star Awards, e também foi indicado para "Melhor Áudio", "Melhor Jogo de VR/AR" e "Jogo de PlayStation do Ano" no Golden Joystick Awards 2019.
A Eurogamer nomeou Tetris Effect como seu Jogo do Ano (de 2018), escrevendo que "é um jogo de absoluta pureza, uma abordagem contemporânea de um clássico atemporal e uma experiência genuinamente inspiradora". O jogo também foi considerado o melhor jogo de 2018 pela Giant Bomb.
Tetris Effect vendeu 4.372 unidades no Japão durante sua primeira semana de lançamento.